# Pavel Rychetský

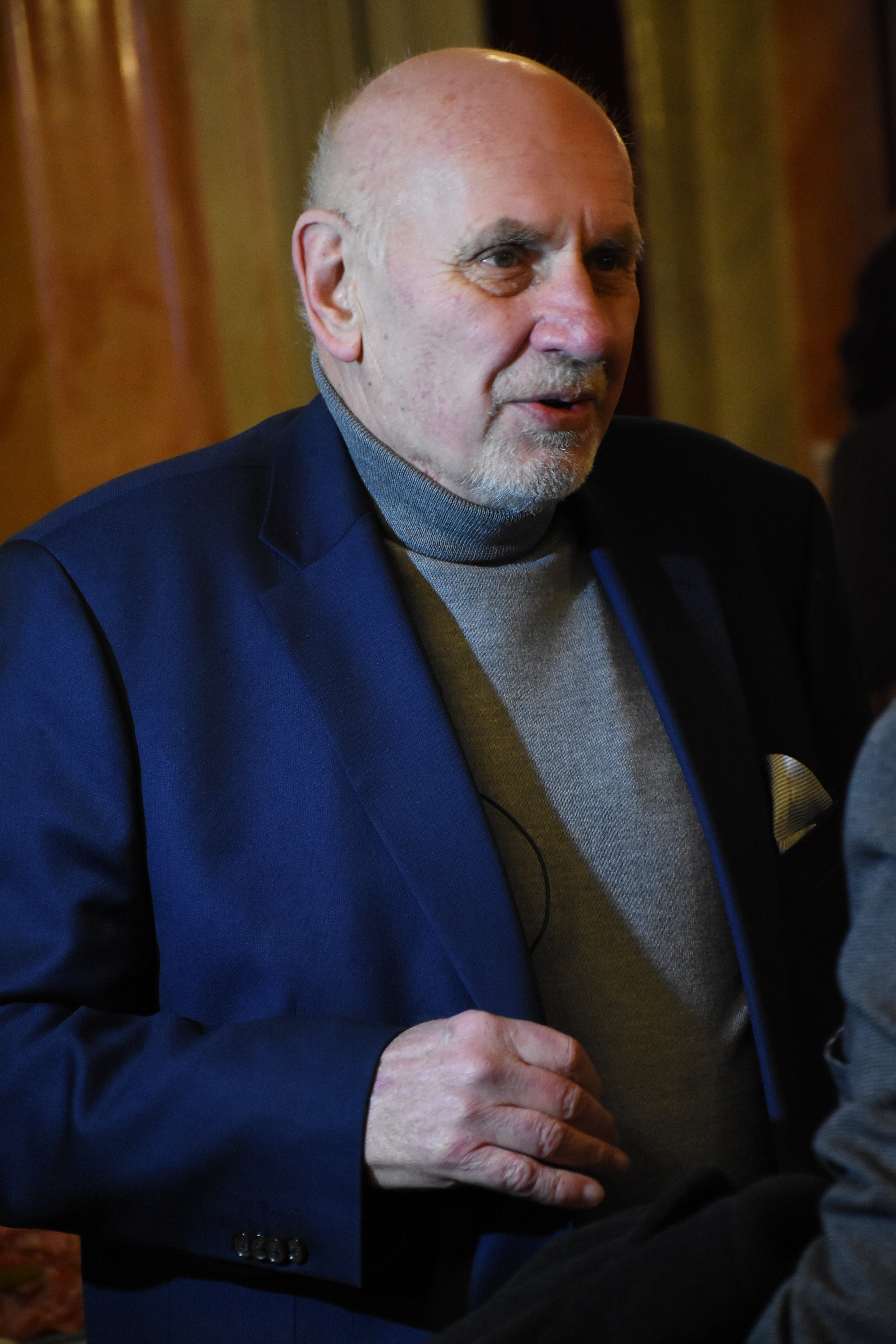
Pavel Rychetský (2017)

Pavel Rychetský (* 17. August 1943) ist ein tschechischer Jurist und ehemaliger Politiker. Derzeit ist er Vorsitzender des Verfassungsgerichtes der Tschechischen Republik.

## Leben
Pavel Rychetský wurde in eine Prager Anwaltsfamilie hineingeboren. Er studierte Rechtswissenschaften an der örtlichen Karlsuniversität. Von 1966 bis 1969 war er Mitglied der Kommunistischen Partei (KSČ). Nach dem Studium war Rychetský zunächst Gerichtsanwärter am Prager Stadtgericht, wo sich aber wegen Protestes gegen politische Prozesse keine weiteren Berufschancen ergaben. Anschließend war er Assistent an der Juristischen Fakultät der Karlsuniversität, die er aber im Zuge der Niederschlagung des Prager Frühlings ebenfalls verlassen musste. Nach einigen Monaten der Arbeitslosigkeit war er bis zur samtenen Revolution als Justiziar bei einem Unternehmen tätig.
Pavel Rychetský gehörte zu den Mitbegründern und Erstunterzeichnern der Charta 77 und er publizierte im Samisdat. 1989 beteiligte er sich an der Gründung des Bürgerforums. Später nach dessen Auseinanderbrechen engagierte er sich bis 1995 bei der Nachfolgeorganisation Bürgerbewegung. Am 8. Januar – nach der samtenen Revolution – wurde er zum Generalstaatsanwalt der ČSFR ernannt.
Im Juni 1990 wurde er zum stellvertretenden Ministerpräsidenten und Vorsitzenden des Legislativrates der tschechoslowakischen Regierung unter Marián Čalfa ernannt. Nach dem Ausscheiden aus der Regierung 1992 war er zunächst als Anwalt tätig und las Politologie an der Fakultät für internationale Beziehungen der Wirtschaftsuniversität Prag. Von 1996 bis 2003 gehörte er als Senator für die sozialdemokratische ČSSD dem Senat des Parlaments der Tschechischen Republik an, wo er bis zu seinem Eintritt in die Tschechische Regierung dem Verfassungsausschuss voranstand. Von 1998 bis 2002 war er Stellvertreter des Ministerpräsidenten und Vorsitzenden des Legislativrates Mitglied der Regierung Miloš Zeman. In der Regierung von Zemans Nachfolger Vladimír Špidla bekleidete Rychetský bis zu seiner Ernennung zum Verfassungsrichter das Amt des tschechischen Justizministers und stellvertretenden Ministerpräsidenten.
Am 6. August 2003 wurde er von Präsident Václav Klaus zum Richter und zum Vorsitzenden des Verfassungsgerichtes ernannt. 2005 erhielt er das Offizierskreuz der Ehrenlegion. Nach Ablauf der Amtszeit von 10 Jahren wurde Rychetský 2013 von Präsident Miloš Zeman erneut in diese Funktion berufen. 2023 wurde er mit dem Orden des Weißen Löwen geehrt.